# Sven Jerring
Sven Alfred Teodor Jerring, född Jonsson den 8 december 1895 i Malungs församling, död 27 april 1979 i Stockholm, var en svensk radioman som under närmare 50 år verkade som programledare, hallåman och sportjournalist i AB Radiotjänst och Sveriges Radio.

## Biografi

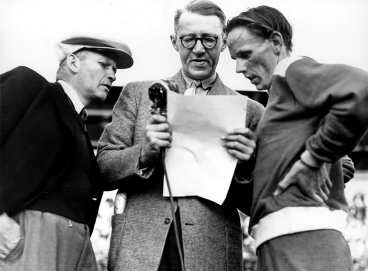
Sven Jerring (mitten) och Gunder Hägg (höger) kontrollerar tiderna efter Gunder Häggs världsrekordlopp på distansen två engelska mil den 3 juli 1942.

### Tidiga år
Sven Jerring, vars föräldrar var veterinären Alfred Jonsson och Anna Karlsson, föddes i Malung, men familjen flyttade runt mycket i Jerrings barndom. Brodern var skådespelaren och regissören Nils Jerring. När Sven Jerring fyllde elva bosatte sig familjen i Vadstena. Den unge Sven Jonsson sägs ha varit tyst, tillbakadragen och ganska inbunden och ägnade sig mer åt läsande än åt lek. Tillsammans med bl a Leander Tell medverkade han i en teateruppsättning på Svenska Esperantoförbundets kongress i Norrköping 1915.
Efter studentexamen 1915 vid Norrköpings högre allmänna läroverk, humanistiska studier vid Uppsala universitet, och värnpliktstjänstgöring fick han en tillfällig tjänst vid svenska beskickningen i Petrograd, nuvarande S:t Petersburg 1917–1918. Under hans tjänstgöring inträffade den ryska oktoberrevolutionen. Efter återkomsten från Petrograd studerade Jerring 1919–1921 åter vid Uppsala universitet. Han blev sedan frilansjournalist i Vadstena Läns Tidning, och därefter i konkurrenten Östgöta-Bladet under signaturen Jerker Ring. År 1923 började Sven Jerring på Åhlén & Åkerlunds förlag där han bland annat arbetade på Allt för Alla. Samma år började han arbeta på förlagets radioprogram och debuterade i radio den 2 december 1923.

### Radiotjänst
När Radiotjänst (numera Sveriges Radio) startade den 1 januari 1925, blev Jerring bolagets förste programledare och hallåman. Han blev med tiden radions populäraste personlighet och Farbror Sven med hela svenska folket. Hans skickliga reportage och sakkunniga idrottsreferat var många, och han refererade Vasaloppet varje år med start 1925 fram till 1973; detta bortsett från några år runt 1970 när Lennart Hyland tyckte att han själv var bättre lämpad att göra det.
Klassiskt är referatet från Japans 3–2-seger över Sverige i Berlin-OS 1936 ("Japaner, japaner, från sig vilt slående japaner... japaner som hoppar, japaner som fläker sig, japaner som gör allt för att rädda segern åt Nippon...").
Han refererade också avslutningen av samma spel och då kunde man på hans tonläge höra att han kände på sig att det var ofredsår som skulle komma. Det var ett missmod och samtidigt fruktan i rösten när han sa: "Jag blickar upp mot ljustavlan och där står det att nästa spel ska hållas i Helsingfors 1940 men vi får väl se hur det blir med den saken".
Under 1940-talet refererade han mycket friidrott, där han främst skildrade Gunder Häggs framfart på löparbanorna och jakt på världsrekord på medel- och långdistans och dennes dueller mot främst Arne Andersson men också mot Henry Kälarne.

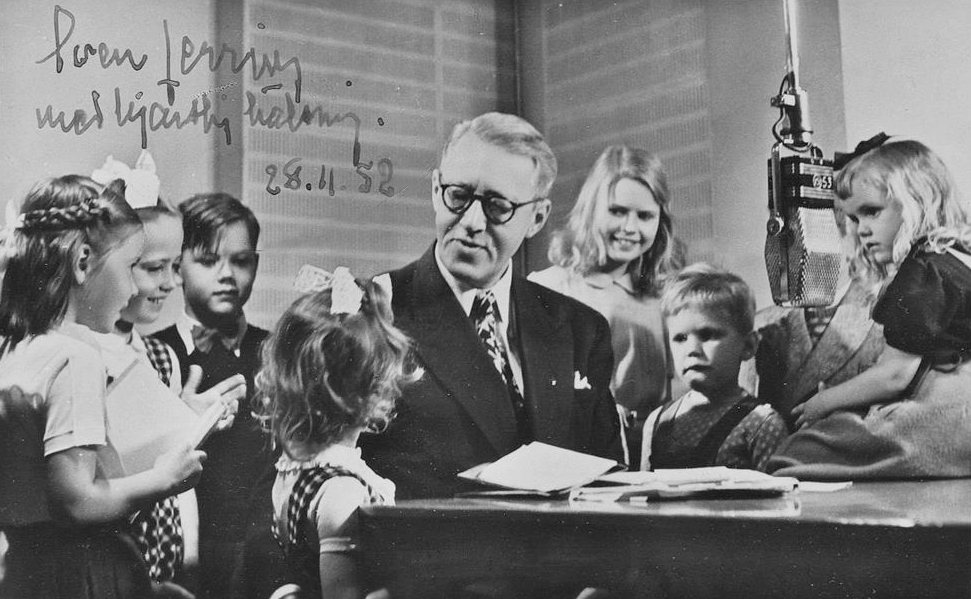
Barnens brevlåda i en utsändning 1952.

Programmet Barnens brevlåda, som premiärsändes redan under Radiotjänsts första verksamhetsår 1925, är ett av de mest långlivade programmen i radions historia. När Jerring, som här kallades Farbror Sven, sände sin sista brevlåda den 11 juni 1972 hade det sänts 1 785 gånger. Det var då världens äldsta radioprogram.

### Familj
Jerring var gift 1929–1937  med bokillustratören Yvonne Millde (1907–1963) och från 1972 med rödakorstjänstemannen Barbro Wessel (1920–2007), som bland annat hade varit privatsekreterare till Folke Bernadotte.
Jerring är begravd i minneslunden på Norra begravningsplatsen i Stockholm.

## Betydelse och eftermäle
Sven Jerring var en av pionjärerna inom radiomediet, och han bidrog både till att utveckla mediet och radiomedarbetarnas arbetssätt. Under sin långa yrkeskarriär kom han att betyda mycket för dem som tog över, till exempel Lennart Hyland, Bertil Perrolf och många andra av senare tiders radiopersonligheter.

### Jerringfonden och Jerringpriset
Till Sven Jerrings 60-årsdag 1955 gjordes en insamling bland vänner och kollegor. Av dessa pengar skapade han "Stiftelsen Sven Jerrings Fond för fysiskt och psykiskt missgynnade barn", i dagligt tal kallad Jerringfonden, som sedan dess, via ytterligare gåvor, testamentsförordnanden och kapitalförvaltning, vuxit så mycket att stiftelsen årligen kan dela ut omkring fem miljoner kronor i anslag, stipendier och forskningspengar.
Sven Jerring har givit namn åt Jerringpriset, som tilldelas en framgångsrik svensk idrottare, där svenska folket utser vinnaren i en omröstning.

## Bibliografi

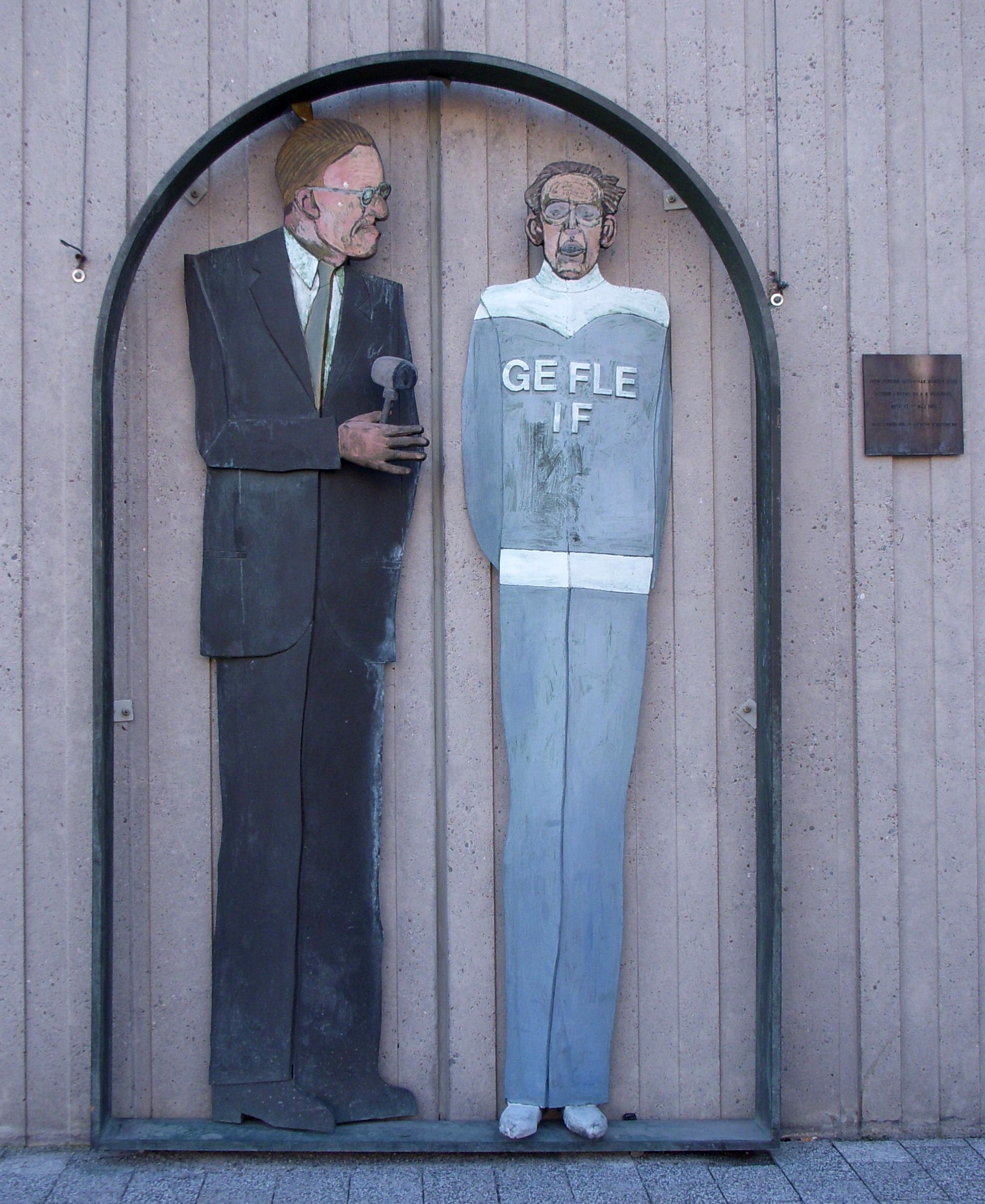
Skulptur av K.G. Bejemark, "Sven Jerring intervjuar Gunder Hägg", utanför Radiohuset i Stockholm.